# Февральская революция в Парагвае

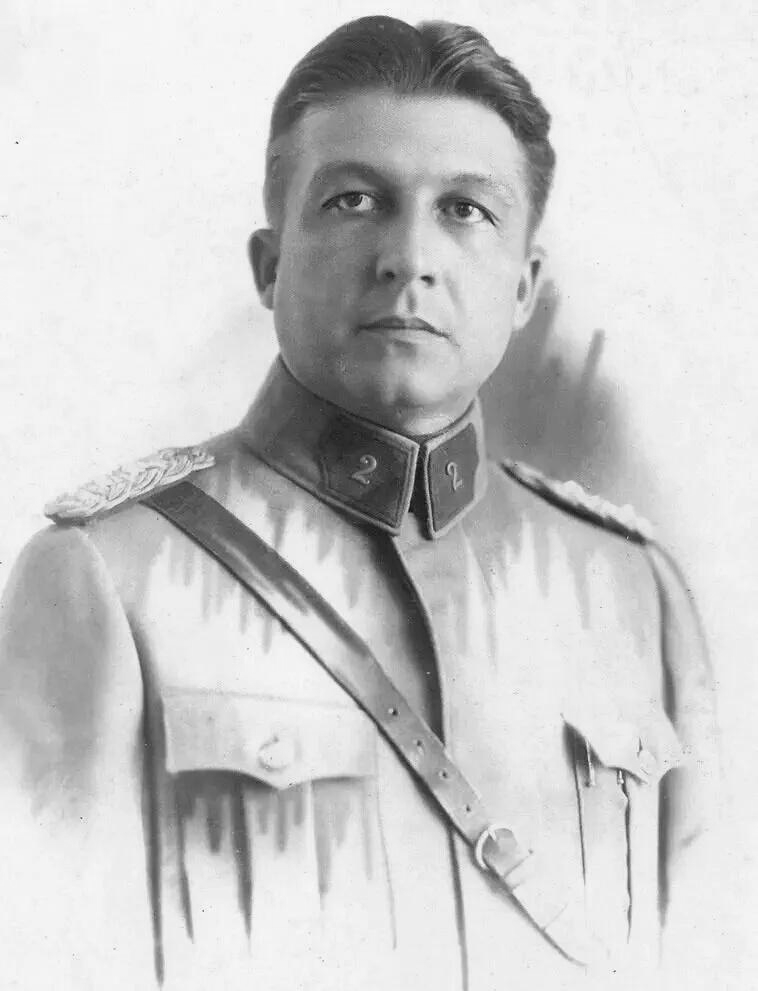
Полковник Рафаэль Франко — лидер переворота 1936 года и новый глава Парагвая.

Февральская революция (Февральское восстание) — военный переворот, произошедший 17 февраля 1936 года в Парагвае. Результатом стал приход к власти в стране полковника Рафаэля Франко.
Революция была описана как «совместный марксистско-фашистский переворот», который заложил основу для «пронацистской диктатуры Ихинио Мориниго в 1940 году».

## Предыстория
Основную идею революции можно выразить фрагментом из пьесы Хулио Корреа о войне:
После этой войны (...) мы наденем триколор, в этой войне мы продемонстрировали, кто мы такие (...), что мы сильны перед лицом зла, что у нас есть сила и сердце. Мы собираемся изгнать всех боливийцев, а позже мы изгоним всех предателей и воров. Наша страна принадлежит нам (...), мы завоевали её по́том, слезами и кровью. У всех парагвайцев после этой войны будет участок земли, на котором они смогут построить свои дома.
После подписания перемирия, окончившего Чакскую войну 12 июня 1935 года президент Эусебио Айяла быстро уволил многих солдат из армии, и из-за экономического спада они остались без работы. Многие из них остались в Асунсьоне в поисках лучших возможностей. Эти самые солдаты и офицеры стали основой для оппозиционного движения, недовольного слабым руководством либеральных политиков во время войны и обращением с демобилизованными солдатами, которых отправили домой без пенсий. Лидером недовольных военнослужащих выступил военачальник-популист Рафаэль Франко. Он был политическим и военным возмутителем спокойствия, который к этому времени был назначен главой Военного колледжа и Национальной ассоциации ветеранов войны, насчитывающей более 100 000 членов.
Окончание срока полномочий президента Айялы совпал с концом Чакской войны. Им была поддержана кандидатура Хосе Феликса Эстигаррибии. В то же время пошли слухи о том, что Айяла желает воспользоваться кандидатурой Эстигаррибии с целью продлить срок правления.
Рафаэль Франко, уже успевший занять лидерскую позицию среди недовольных солдат, заявился как конкурент Эстигаррибии. Франко обвинял кандидата в несостоятельности в сфере военного дела, критикуя его за то, что его войска не смогли занять Санта-Крус-де-ла-Сьерру.
6 февраля 1936 года Рафаэль Франко был арестован и сослан в Буэнос-Айрес за поддержку антиправительственных организаций. Арест побудил его сторонников начать действовать.

## Восстание
В ночь на 16 февраля восставшие войска под командованием подполковников Федерико Венмана Смита и Камильдо Рекальде оккупировали Асунсьон. Штаб-квартира полиции подверглась нападению, в результате которого погибло около 50 человек. Бои в городе продолжались весь день, и вечером президент Айяла сдался подполковнику Рекальде. Эстигаррибия вылетел в Асунсьон из своей штаб-квартиры в Чако, но был арестован в аэропорту. Франко с победой вернулся в столицу 19 февраля и официально вступил в должность президента Парагвая.

## Революционный режим
Сторонники Франко происходили из тех, кто ненавидел правление либеральных политиков и крупных землевладельцев тех времён — ветеранов войны, студентов и крестьян, объединявших все виды антилиберальных политических убеждений, от социализма до национализма. Франко настаивал на том, что его революция — это революция национальной солидарности, направленная на повышение благосостояния обычных людей. 15 ноября 1936 года была создана организация «Национальный революционный союз», который должен был объединить всех сторонников революции, но потерпел неудачу, не достигнув своих целей.
Февральская революция послужила началом нескольких коренных изменений в парагвайском обществе:
- Революционный режим заменил либерализм на милитаристский национализм. Франко возвёл Франсиско Солано Лопеса, которого либералы резко критиковали за разрушение Парагвая, в ранг национального героя. Его останки были обнаружены и вместе с останками его отца Карлоса Антонио Лопеса похоронены в Национальном пантеоне героев.
- Революция положила начало первой серьёзной земельной реформе. В мае 1936 года был принят закон об аграрной реформе, который предписывал национализировать два миллиона гектаров земли и распределить её среди мелких фермеров. К падению Франко почти 200 000 гектаров (500 000 акров) были розданы 10 000 фермерам.
- Революционный режим официально признал права трудящихся. В июне 1936 года было создано Министерство труда и принят первый в истории Трудовой кодекс. Были введены восьмичасовой рабочий день, оплачиваемые отпуска, право на забастовку и профсоюзы. Была создана Конфедерация парагвайских рабочих[3].

## Причины падения революционного режима
Хоть новое правительство Франко и позиционировало себя как прямую оппозицию бывшему либеральному режиму, в его рядах не было особого понимания его политического пути.
Из-за частых забастовок, захватов земель и нарастающего волнения в армии, 10 марта 1936 года Франко издал указ № 152, согласно которому все политические партии в Парагвае, кроме правящей, должны быть отменены. Объяснялось это тем, что Парагвай должен следовать за европейскими тоталитарными режимами. Также Закон предполагал создание корпоративного государства.
Указ № 152 вызвал отторжение со стороны сторонников Рафаэля Франко. Возмущение политических сторонников Франко было настолько сильным, что он был вынужден отменить этот указ. Политическая некомпетентность Франко привела к выходу Партии Колорадо из состава его правительства.
Тем временем Мирная конференция в Чако продолжалась, и в январе 1937 года Франко согласился уступить некоторым территориальным требованиям Боливии. Это вызвало недовольство в армии и командующего войсками в Чако, в частности полковника Рамона Паредеса, который был сторонником либералов. 13 августа 1937 года его солдаты оккупировали Асунсьон и свергли Франко. Два года спустя либеральным политикам удалось избрать Эстигаррибию президентом республики, и режим Франко пал.